# Aïn Sekhouna
Aïn Sekhouna (în arabă العين السخونة) este o comună din provincia Saïda, Algeria.
Populația comunei este de 7.129 de locuitori (2008).